# Стадион Феликс Каприлес
Стадион Феликс Каприлес (шп. Estadio Félix Capriles, је вишенаменски стадион у Кочабамби у Боливији. Тренутно се углавном користи за фудбалске утакмице. Максимални капацитет стадиона је 32.000. То је домаћи стадион за фудбалске клубе Хорхе Вилстерман и Аурора. Користи се и за веће концерте, политичке скупове и друге јавне догађаје који се одржавају у граду Кочабамба. 

## Манифестације
- Финале Копа Америка 1963 - Боливија победила Бразил 5:4.[3]
- Један од стадиона за  Копа Америка 1997.